# George Hume

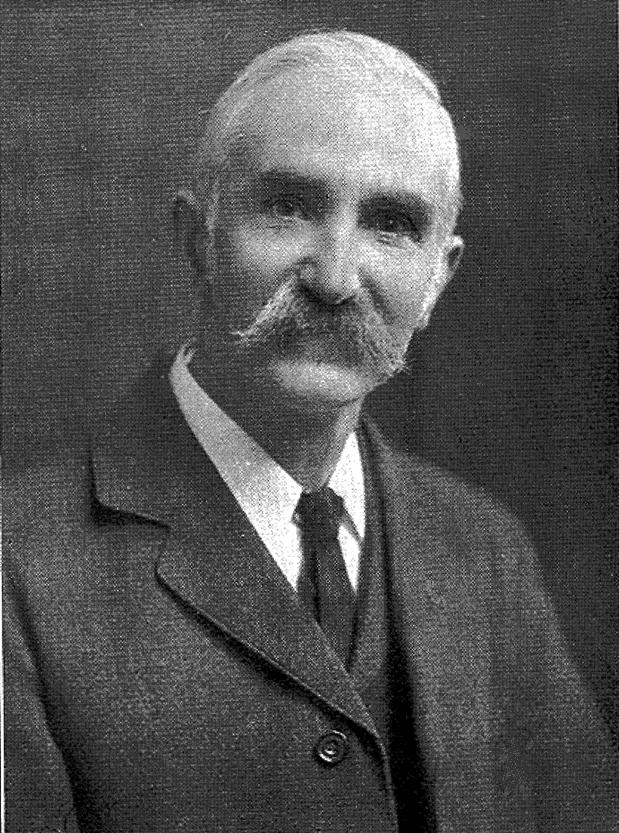
George Hume (ca. 1910)

George Hume (* 16. Dezember 1862 in Leith; † 14. Januar 1936 in West Bridgford, Nottinghamshire) war ein schottischer Schachkomponist.
Hume, der sich mit 17 Jahren für die Schachkomposition interessierte, war einer der bedeutendsten Vertreter der Englischen Schule. Von 1896 bis 1915 komponierte Hume nur wenig, wandte sich jedoch danach vor allem Zweizügern und Selbstmattaufgaben zu.
Hume verwaltete die von Alain Campbell White angelegte Problemsammlung und half ihm bei Druck, Herausgabe und Versand der Christmas Series. White nannte Hume in dem Buch Changing Fashions das amtierende Schicksal („Presiding Destiny“) der Christmas Series.